# Кипчаки Ферганы
Кипчаки Ферганы или  ферганские кыпчаки — исчезнувший тюркский народ, ранее обитавший в Ферганской долине и прилегающих территориях Средней Азии до 1930-х годов.

## История

### Кыпчаки в Кокандском ханстве
Ферганские кыпчаки с 1842 года активно участвовали в дворцовых переворотах Коканда.

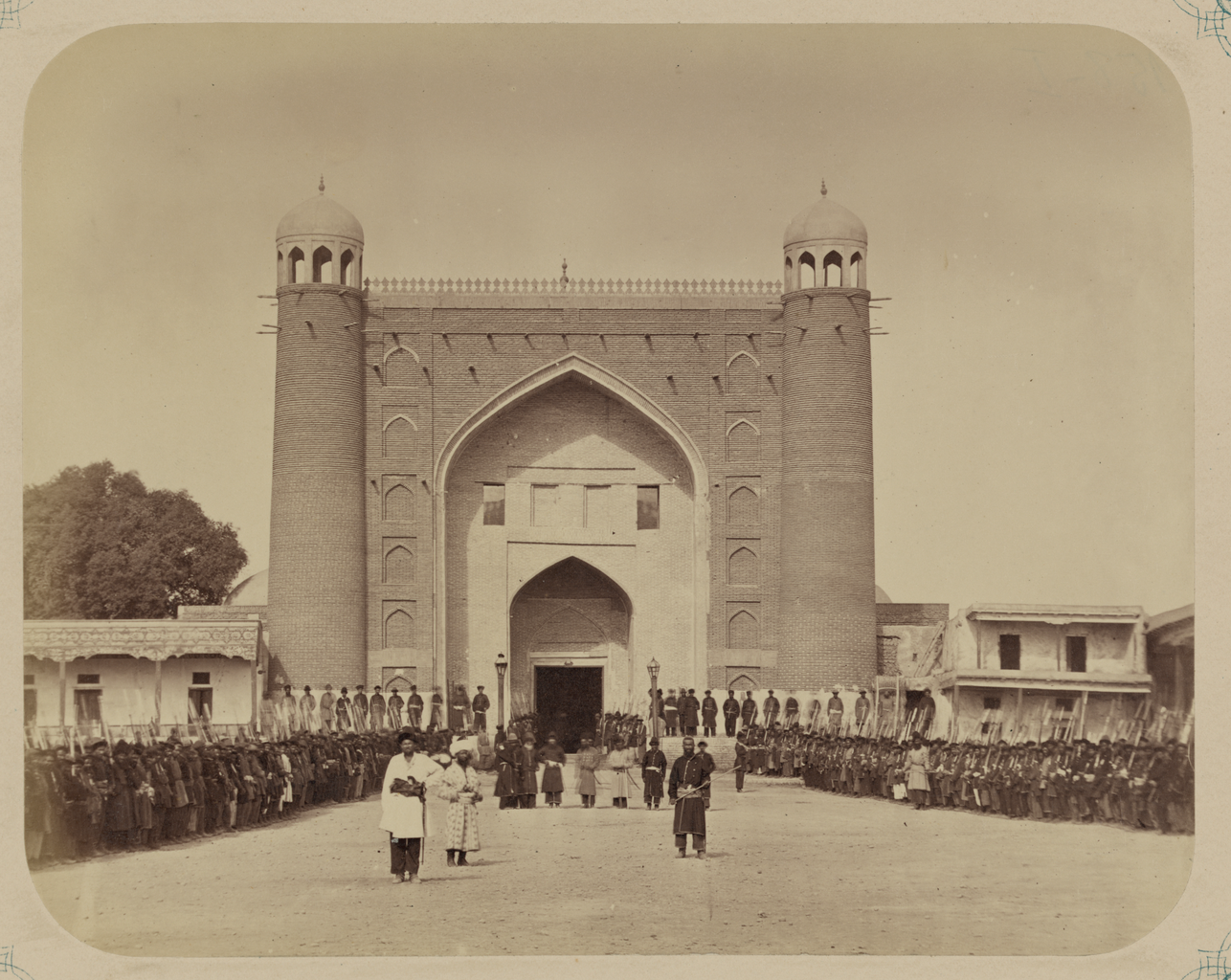
Коканд. Внешние ворота ханского дворца (1870-е годы)

### Кыпчаки при Мусульманкуле
В 1844 году влиятельный кыпчакский феодал Мусулманкул возводит на кокандский престол Худояр-хана и женит его на своей дочери. При этом, он, устранив юного хана от управления государством, становится фактически регентом. Кыпчаки, придя к власти, начали истреблять виднейших представителей духовенства (улемов, шейхов, сейидов) и светскую знать — эмиров. Были казнены шейх-уль-ислам Намангана Закир-ходжа, мударрис соборной мечети Хальфа Сафо, Домулла Халмухаммад-раис, Домулла Ходжам-кули алам, Сулейман-ходжа — сын шейх-уль-ислама и Мавлави Ахмад Кашшак Андижани и др. В борьбе против кыпчакской аристократии активно было и кокандское духовенство, так как среди казненных Мусулманкулом находились и крупнейшие муллы и шейхи.
Периоды пребывания у власти ферганских кочевников (1840 — 1860 годы) отличались особо жестоким налоговым гнётом. Так, кыпчакские главы после захвата власти «трясли рукою гнёта» с податного населения и довели положение налогоплательщиков и податных до крайности. С казахов кыпчаки взимали закят и ряд налогов, объединённых термином «алугат-у-салугат». В 1864 году с казахов собирали харадж и закят.
Насилия и бесчинства кочевников в Коканде были нормой. Переселение массы кыпчаков в Коканд сопровождалось изгнанием домовладельцев из своих домов. Арыки объявлялись собственностью отдельных кыпчаков, которые взимали за пользование ими плату. Время господства кыпчаков усугублялось тем, что кочевники относились к массе оседлого населения как к чему-то низшему и неполноценному.
В. Наливкин писал: «По большей части безграмотные, далекие от среднеазиатской образованности, кипчаки разгоняли учеников из медресе, жгли книги и на каждому шагу старались унизить мулл.
В 1849 — 1850 году во время кокандского захвата Ура-Тюбе, владетель города и области умертвил 200 человек из пленных кокандцев, среди которых был родственник Мусулманкула. Кокандцы (основную часть которых составляли кыпчаки) в отместку казнили 900 человек уратюбинцев (из юзов), из голов которых была возведена башня (калла-минара).

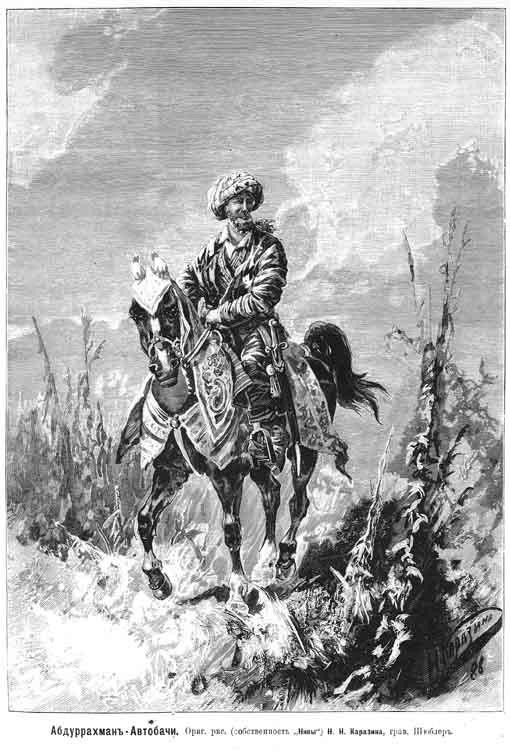
Абдуррахман Автобачи

Тяготясь опекой Мусулманкула, Худояр-хан стал опорой анти-кипчакской партии, сверг Мусулманкула и казнил его в 1852 году. Это событие закончилось повальным истреблением ферганских кыпчаков. По приказу Худояра свыше 20 000 кыпчаков было убито. Уцелевшие спаслись в горах. С этого периода началось самостоятельное правление Худояр-хана (1853 — 1858).

## Расселение
Основными массивами местожительство кыпчаков были восточные районы Ферганской долины. Например, автор «Миротул-фтух», говоря о кыргызах и кыпчаках, писал, что «родина их находилась в окрестностях Андижана и Оша» и что дома кыпчаков и кыргызского племени джублигиш находились в Междуречье. Такие же сведения писали в «Тарих-и джахан-намаи»: «Междуречье явилось обиталищем племени кыпчаков и кыргызов».
Сибирский казак Максимов ходил в Кашгар и видел, что «кыргызы и кыпчаки кочевали близ Оша, но за Ошем кочевых уже не было». По словам военного обозревателя, Ош являлся в основном «центром кыргызско-кыпчакского населения», который «они называют своим собственным городом, и в нём никогда не стояли сарбазы Кокандского ханства».
Он же указывал на то, что местность «Икки су ораси (Междуречье), находящаяся между реками Нарыном и Карадарьёй, составляет центр кыпчакского населения, а главным пунктом кыпчакского населения был Пайтуг, разгромленный царской армией при захвате Ферганской долины».

## Этноним кипчак по кокандским источникам
В источниках кипчаки интерпретируются по-разному. В одних источниках кыпчаки именовались «кыргыз-кыпчаками». По другим версиям, «кыргыз-кыпчаки» возникли в результате смешения двух этнических групп.
При передаче событий 1858—1865 годов в «Та'рих-и Шахрухи» и «Та'рих-и Фергана» употребляется этноним киргиз-кипчак или кипчак-киргиз когда идет повествование о киргизах и кипчаках. Употребление данного этнонима приходится на период военно-политического объединения двух  этносов против центральной власти Коканда.
В написанной в середине XIX века поэме «Тарих-и Худайар-хан» ферганские кипчаки названы «казак», «кипчак» или «казак-кипчак».
По «Тарихи Шахрухи» кипчаки причисляли себя к одному из 92 племен узбеков, что указывает на этническую близость ферганских кипчаков и оседлых жителей, обозначаемых этнонимом узбек.

## Ассимиляция
По данным статистического обследования населения Средней Азии, в 1924 году насчитывалось 128 тысяч кыпчаков, в том числе в Ферганской долине — около 60 тысяч человек. Согласно Всесоюзной переписи населения 1926 года представителей кыпчакской национальности насчитывалось 33 502 человек. А уже в переписи 1939 года кыпчаки не были зафиксированы. К этому времени кыпчаки были инкорпорированы в состав кыргызского и узбекского народов.
Так, узбекоязычные информаторы из районного центра Араван Ошской области Кыргызской Республики, в личной беседе сообщали, что они являются кыргызами, а не узбеками. На вопрос – почему именно кыргызами, следовал простой ответ, что они по происхождению являлись кыпчаками.

## Лингвистика
Специалисты сравнительного языкознания отмечали ближайшую общность киргизского и кипчакского языков. В частности, известный советский лингвист Е. Д. Поливанов, проводивший в 30-х годах в республике исследования по киргизскому языкознанию, в одной из своих неопубликованных работ заключал: «единственным действительно ближайшим и специфически близким киргизскому языку оказывается лишь крайне незначительный в статистическом отношении т. н. кыпчакский язык, язык ферганских кыпчаков (в своё время игравших столь известную роль в династической истории Кокандского ханства)...».

## Родоплеменной состав
В составе кипчаков Ферганы зафиксированы племена:
- Кулан
- Жетикашка (Йетти кашка)
- Улмас
- Йашик
- Элатан

Кокандский наместник Азиз-парваначи был выходцем из кипчаков. Автор «Муротул-фтух» указывал на принадлежность его к роду лулиён. Значит, в составе кипчакского племени был и род лулиён.